# RIZIN 2017 in YOKOHAMA
RIZIN 2017 in YOKOHAMA -SAKURA-（ライジン 2017 イン ヨコハマ -サクラ-）またはRIZIN.5（ライジン・ファイブ）は、日本の総合格闘技団体「RIZIN」の大会の一つ。
2017年4月16日に神奈川県横浜市横浜アリーナで開催された。

## 概要
2017年最初のRIZINの大会で、横浜アリーナでの開催は初となる。大会当日の19:00 - 20:54までフジテレビ系列の地上波ゴールデンタイムで中継された。この大会から、前大会までメインキャスターを務めていた小池栄子に代わり、おのののかと朝比奈彩がメインキャスターを務めた。

## 試合結果
第1試合 MMAルール 58.0kg契約ワンマッチ 1R10分/2R5分
×  才賀紀左衛門 vs.  伊藤盛一郎 ○
2R終了 判定0-3
第2試合 女子MMAルール 48.0kg契約ワンマッチ 5分3R
○  浅倉カンナ vs.  アレクサンドラ・トンシェバ ×
3R終了 判定3-0
第3試合 女子MMAルール 48.0kg契約ワンマッチ 5分3R
○  石岡沙織 vs.  ベスターレ・キシャー ×
1R 2:11 チョークスリーパー
第4試合 MMAルール 70.3kg契約ワンマッチ 1R10分/2R5分
×  ダロン・クルックシャンク vs.  矢地祐介 ○
1R 5:12 KO（右フック）
第5試合 女子MMAルール 90.0kg契約ワンマッチ 5分3R
○  KINGレイナ vs.  ジャジー・ガーベルト ×
2R 4:54 腕ひしぎ十字固め
第6試合 MMAルール 120.0kg契約ワンマッチ(肘あり) 1R10分/2R5分
○  石井慧 vs.  ヒース・ヒーリング ×
2R終了 判定3-0
第7試合 MMA特別ルール 56.7kg契約ワンマッチ 3分3R
○  那須川天心 vs.  フランシスコ・ギリオッティ ×
1R 1:07 TKO（レフェリーストップ）
第8試合 女子MMAルール 49.0kg契約ワンマッチ 5分3R
○  RENA vs.  ドーラ・ペリエシュ ×
1R 2:49 KO（左ボディフック）
第9試合 MMAルール 58.0kg契約ワンマッチ 1R10分/2R5分
○  堀口恭司 vs.  元谷友貴 ×
2R終了 判定3-0
第10試合 MMAルール 無差別級ワンマッチ 1R10分/2R5分
○  アミール・アリアックバリ vs.  ジェロニモ・ドス・サントス ×
1R 3:34 TKO（レフェリーストップ）
第11試合 MMAルール 65.8kg契約ワンマッチ(肘あり) 1R10分/2R5分
○  川尻達也 vs.  アンソニー・バーチャック ×
2R終了 判定3-0